# Marco Antonio Mena Rodríguez
Marco Antonio Mena Rodríguez (Tlaxcala de Xicohténcatl, Tlaxcala; 9 de julio de 1968) es un político mexicano. Fue gobernador de Tlaxcala entre 2017 y 2021.

## Inicios en la vida política
Marco Mena, inicia su carrera política en Tlaxcala en el año de 2011, al recibir invitación por parte del Gobernador Mariano González Zarur para presidir la Secretaría de Turismo del Estado; tomando protesta el 1 de enero de ese año. 

## Estudios y cargos públicos
Marco Mena es licenciado en Administración Pública por El Colegio de México y Maestro en Políticas Públicas por la Universidad de Chicago.  Se ha desempeñado como Coordinador de Asesores de la Presidencia del Consejo General del IFE, delegado por México ante el Comité Directivo para el Desarrollo y Empleo Local de la OCDE, coordinador de Vinculación con Organismos Sociales y Empresariales en el IMSS, diputado local por el principio de mayoría relativa por el Distrito I local de Tlaxcala, coordinador de la Fracción de Diputados del PRI en el Congreso local, presidente de la Junta de Coordinación Política del Congreso de Tlaxcala y Secretario de Turismo del estado de Tlaxcala. Presidente del Comité Directivo Estatal del PRI, actualmente se desempeña como Director de la Lotería Nacional para la Asistencia Pública.

## Distinciones y premios
- Premio al Mérito Profesional 2000 (Career Achievement Award, 2020)[cita requerida]